# Мидланд Сити (Алабама)
Мидланд Сити (енгл. Midland City) град је у америчкој савезној држави Алабама. По попису становништва из 2010. у њему је живело 2.344 становника.

## Демографија
Према попису становништва из 2010. у граду је живело 2.344 становника, што је 641 (37,6%) становника више него 2000. године.
| Група             | 2000.         | 2010.         |
| Белци             | 1.194 (70,1%) | 1.605 (68,5%) |
| Афроамериканци    | 429 (25,2%)   | 546 (23,3%)   |
| Азијати           | 6 (0,4%)      | 10 (0,4%)     |
| Хиспаноамериканци | 13 (0,8%)     | 95 (4,1%)     |
| Укупно            | 1.703         | 2.344         |